# Sanxion
Sanxion è un videogioco sparatutto a scorrimento orizzontale sviluppato e pubblicato dalla britannica Thalamus nel 1986 per Commodore 64 e nel 1989 per ZX Spectrum (conversione anche nota con il sottotitolo The Spectrum Remix). In America è stato pubblicato dalla Electronic Arts.
La versione originale per Commodore 64 è stata sviluppata dal finlandese Stavros Fasoulas, insieme a Delta, un altro sparatutto, e Quedex, che furono i tre titoli di lancio della Thalamus.
Nel 2017 il Museo Finlandese dei Giochi (Suomen pelimuseo, dedicato anche a giochi non elettronici) lo annoverò tra i suoi primi 100 classici giochi finlandesi.